# Vince Lombardi
Vincent Thomas „Vince“ Lombardi (* 11. Juni 1913 in Brooklyn, New York; † 3. September 1970 in Washington, D.C.) war ein US-amerikanischer American-Football-Trainer. Er war Head Coach der Green Bay Packers in der National Football League (NFL) und gewann mit ihnen fünf Meisterschaften in sieben Jahren, darunter die ersten beiden Super Bowls. Er wurde 1971 in die Pro Football Hall of Fame aufgenommen und der Pokal für den Super-Bowl-Sieger wurde nach ihm benannt.

## Leben
Vince Lombardi war italienischer Abstammung und verheiratet. Er hatte zwei Kinder. Lombardi litt an Rot-Grün-Blindheit.
Lombardi wuchs in New York City auf und beendete dort auch die High School. Er wurde katholisch erzogen und wollte zuerst auch Priester werden. Er brach das College jedoch nach vier Jahren ab und wechselte an die Fordham University.
An der Fordham University war Lombardi Mitglied der berühmten Offensive Line Seven Blocks of Granite. Später wechselte er an die Seitenlinie, um die Trainerlizenz zu erwerben. Seinen ersten wichtigen Job als Trainer bekam er an der U.S. Military Academy in West Point, wo er Sid Gillman assistierte und von ihm die Feinheiten des Passspiels erlernte.
Lombardi heiratete 1940 Marie Planitz und bekam mit ihr zwei Kinder, Vincent Harold Lombardi (Vince Jr.) und Susan. Ihm war zeit seines Lebens sein Glaube sehr wichtig, der neben dem Sport und der Familie eine wichtige Säule seines Lebens war. Er starb 1970 im Alter von 57 Jahren im Georgetown University Hospital in Washington, D.C. im Kreis seiner Familie.

## Trainer
Als Trainer hatte Lombardi einen autoritären Stil, der aber auch Selbstständigkeit förderte. Darüber hinaus war er ein gläubiger Katholik, was ihn aber nicht hinderte, den homosexuellen Runningback Ray McDonald zu verpflichten. Hintergrund war, dass Lombardi selbst einen homosexuellen Bruder hatte. Lombardi gehörte als Coach nicht zu den großen Innovatoren des American Footballs, konnte aber neue Strategien und Taktiken schnell aufnehmen und verfeinern. Auch gelang es Lombardi, Taktiken und Strategien den Fähigkeiten seiner Spieler anzupassen und so gut ausbalancierte Teams zusammenzustellen. Lombardi trainierte zudem jeden Spielzug mit seinen Teams bis zur Perfektion.
1954 wechselte Lombardi als Offensive Coordinator zu den New York Giants und verhalf ihnen 1956 zum NFL-Titel und 1958 zu einer Divisionsmeisterschaft.
1959 wurde Lombardi General Manager und Cheftrainer der Green Bay Packers, jenes traditionsreiche Team, das nach den erfolgreichen Tagen von Curly Lambeau in der NFL wenig siegreich war. Lombardi führte die Packers bereits in seinem zweiten Jahr zurück ins NFL Championship Game. Die 13:17-Niederlage gegen die Philadelphia Eagles war das einzige Championship Game, das Lombardi während seiner Trainerkarriere mit seiner Mannschaft verlor. In seinem zweiten Jahr erhielt er den Kosenamen The Pope (Der Papst), was zum einen auf seinen Glauben anspielte, zum anderen aber eine Anerkennung für seinen sportlichen Erfolg war. Er baute eine starke Defense um Linebacker Ray Nitschke und Defensive Backs Herb Adderley sowie Willie Wood auf, die Quarterback Bart Starr und Runningbacks Jim Taylor sowie Paul Hornung den Rücken freihielten. Lombardi legte viel Wert auf Laufspielzüge („Smashmouth Offense“), u. a. den „Packer Sweep“, in dem die Offensive Line einem Runningback eine Gasse freisperrt.
1961 gelang ihm mit den Green Bay Packers ein 37:0-Sieg gegen die New York Giants im City Stadium im Endspiel um die NFL-Meisterschaft. Diesen Erfolg konnte er im folgenden Jahr im New Yorker Yankee Stadium wiederholen, wo er mit 16:7 wieder gegen die New York Giants gewann. 1965 gewannen die Packers überlegen die NFL-Meisterschaft gegen die Cleveland Browns, wieder daheim. 1966 folgte der nächste Titel. Lombardi brachte die Packers in Dallas gegen die Dallas Cowboys zum Sieg und konnte anschließend gegen die Kansas City Chiefs in Los Angeles den ersten Super Bowl gewinnen. Das Spiel 1967 erhielt den Namen Ice Bowl, da bei etwa −25 °C gespielt wurde. Durch die eisigen Winde lag die gefühlte Temperatur sogar bei −38 °C. Lombardis Packers konnten sich wieder gegen Dallas durchsetzen und zogen in den Super Bowl II ein, wo sie den Titel gegen die Oakland Raiders im deutlich wärmeren Miami verteidigten.
Nach dem zweiten Super-Bowl-Sieg 1967 gab Lombardi die Trainerposition auf, blieb aber General Manager der Green Bay Packers. Allerdings wurde er abseits des Spielfelds nicht glücklich und so unterschrieb er für die Saison 1969 einen Vertrag als Head Coach der Washington Redskins, die er nach 14 Jahren zu ihrer ersten Saison mit mehr Siegen als Niederlagen führte.
Kurz vor der Saison 1970 erlag Vince Lombardi einem Krebsleiden. Bereits ein Jahr später wurde er in Anerkennung seiner außergewöhnlichen Karriere in die Pro Football Hall of Fame gewählt. Der Pokal des Super Bowls wurde ihm zu Ehren in Vince Lombardi Trophy umbenannt.

## Trivia
Lombardis Enkel, Joe Lombardi, gewann als Trainer der Quarterbacks der New Orleans Saints 2010 die nach seinem Großvater benannte Vince Lombardi Trophy nach deren Sieg im Super Bowl XLIV.
2003 wurde vor dem Lambeau Field eine Statue von Vince Lombardi neben der Statue von Curly Lambeau aufgestellt.
Das berühmteste Lombardi zugeschriebene Zitat „Winning isn’t everything, it’s the only thing!“ (dt. Gewinnen ist nicht alles, es ist das einzige (was zählt)), stammt nicht von Lombardi selbst, sondern wahrscheinlich von Henry Russell „Red“ Sanders, der ebenfalls Football-Coach war.